# 서울 안양암 삼불회도
서울 안양암 삼불회도(서울 安養庵 三佛會圖)는 서울특별시 종로구 창신동, 안양암에 있는 일제강점기의 불화이다. 2004년 9월 30일 서울특별시의 문화재자료 제20호로 지정되었다.

## 개요
현재 안양암 염불당(大房) 벽면에 모셔져 있는 작품으로 화기(畵記)가 없어 정확한 조성연대와 화사를 알기 어렵지만 1942년 염불당 중건 시 조성된 것으로 추정된다.
도상은 중앙의 석가모니불(釋迦牟尼佛)을 중심으로 향우측에 약사여래(藥師如來), 향좌측에 아미타여래(阿彌陀如來)를 배치하고 각 존상 사이에 10대 제자와 사천왕, 보살 등의 앉은 모습을 횡폭의 화면에 길게 배치하고 있는 것을 볼 수 있는데 전체적으로 간단하면서도 안정감 있는 구도를 보여주고 있다. 화면 하단 좌우의 책의 표현 등에서는 민화적 화풍이 엿보인다. 색은 주로 청색과
흰색의 사용이 두드러지고 있는데 금니(金泥)도 군데군데 많이 사용되고 있다.
금니는 18c까지는 사용이 안 되다가 19c 후반에서 20c 초에 많이 사용되기에 이르는데 이 작품에 사용된 금니는 이 작품의 대략적인 제작연대를 짐작케 해 준다.
이 불화는 최근작이기는 하지만 삼불을 비롯한 각종 권속들이 안정감 있는 구도로 묘사되어 있는 등 20세기 전반 삼불도의 도상적 특징을 파악할 수 있는 자료가 되므로 문화재자료로 지정한다.

## 참고 자료
- 안양암 삼불회도 - 국가유산청 국가유산포털